# Luuc Ottens
Luuc Ottens (Nijmegen, 21 juli 1947 – Bemmel, 18 april 2006) was een Nederlands beeldend kunstenaar en glazenier.

## Leven en werk
Ottens studeerde monumentale vormgeving aan de Academie voor Beeldende Kunsten Artibus te Utrecht (1970-1975). Hij vervolgde zijn opleiding aan de Academie voor Beeldende Kunsten te Arnhem, waar hij in 1983 de mo-akte Handvaardigheid behaalde. Hij ontwikkelde zich tot glaskunstenaar, waarbij hij niet alleen in het platte vlak werkte, maar ook ruimtelijke objecten maakte. Naast glas maakte hij daarvoor gebruik van materialen als kunststoffen.
Vanaf 1979 werkte Ottens als zelfstandig kunstenaar, hij maakte werk in opdracht van particulieren, bedrijven en kerken in Nederland en Duitsland. Ottens was ook als restaurateur onder meer betrokken bij het herstel van de ramen van glazenier Joep Nicolas. In 1992 werd hij ingeschreven bij de Culturele Raad Gelderland Arnhem. Een jaar later was hij winnaar van de 'Ringprijs' van de gemeente Epe. Voordat Groenlo per 1 januari 2005 als zelfstandige gemeente werd opgeheven, besloot het gemeentebestuur opdracht te geven voor een gedenkraam. Ottens was een van de drie kunstenaars die naar de opdracht dongen. Hij werd gekozen met het ontwerp waarop de vestingstad Groenlo wordt weergegeven. De jury was te spreken over de "mooie speelse vlakverdeling en goede kleurstelling" en vond dat het  duidelijke ontwerp nog genoeg aan de verbeelding overliet. Ottens maakte de plaatsing in december 2006 in de noordwestkapel van de Oude Calixtuskerk niet meer mee, hij was eerder dat jaar overleden. Na Ottens' overlijden werden vier van zijn glas-in-lood-in-acrylaatpanelen aangekocht door het Vlakglasmuseum te Ravenstein.

### Werken (selectie)
- 1991 - Glas-in-loodramen Generaal Majoor Koot Kazerne te Garderen.
- 1992 - Glas-in-loodramen de St. Jakobuskerk te Uelsen.
- 1993 - Glas-in-loodramen Evangelisch-Lutherse Gemeenschapshuis te Neuenhaus.
- 1993 - Glas-in-loodgedenkraam nieuwbouw Orthopedagogisch centrum 'OGH' te Zetten.
- 1994 - Glas-in-loodraam, ca. 12 m2 rouwcentrum te Nijmegen.
- 1995 - Gezandstraalde panelen ingenieurs- en adviesbureau DGMR te Arnhem.
- 1996 - Wandpaneel in proefopstelling Zuid Nederlandse Waterleidingsmaatschappij.
- 1997 - Glas-in-loodraam appartementencomplex Apeldoorn
- 1997/1998 - Acht glas-in-loodramen St. Jakobuskerk te Uelsen.
- 1999 - Thematisch glas-in-loodraam B. Robben te Zevenhuizen.
- 2000 - Altaarkruis (brons en glas) St. Jakobuskerk te Uelsen.
- 2001 - Twee glas-in-lood-objecten, Vuur en Water, raadszaal te Emmeloord.
- 2002 - Glas-in-loodramen Fysiotherapie 'De Loods' te Bemmel.
- 2003 - Kruis in staal/glas Gereformeerde Kerk te Zetten.
- 2003 - Glas-in-loodraam stiltekamer 'Bijna Thuis Huis Chiron' te Druten.
- 2005 - Ontwerp voor vijf glas-in-loodramen Oude Calixtuskerk te Groenlo in opdracht van Stichting Oude Gelderse Kerken.
- 2005 - Hangend beeld in staal/glas in kerkzaal van verpleeghuis 'Het Zonnehuis' te Beekbergen.
- 2003/2006 - Lingewaard Award (glas/acrylaat-object) in opdracht van de gemeente Lingewaard.
- 2006 - Historisch raam Oude Calixtuskerk te Groenlo.

### Afbeeldingen

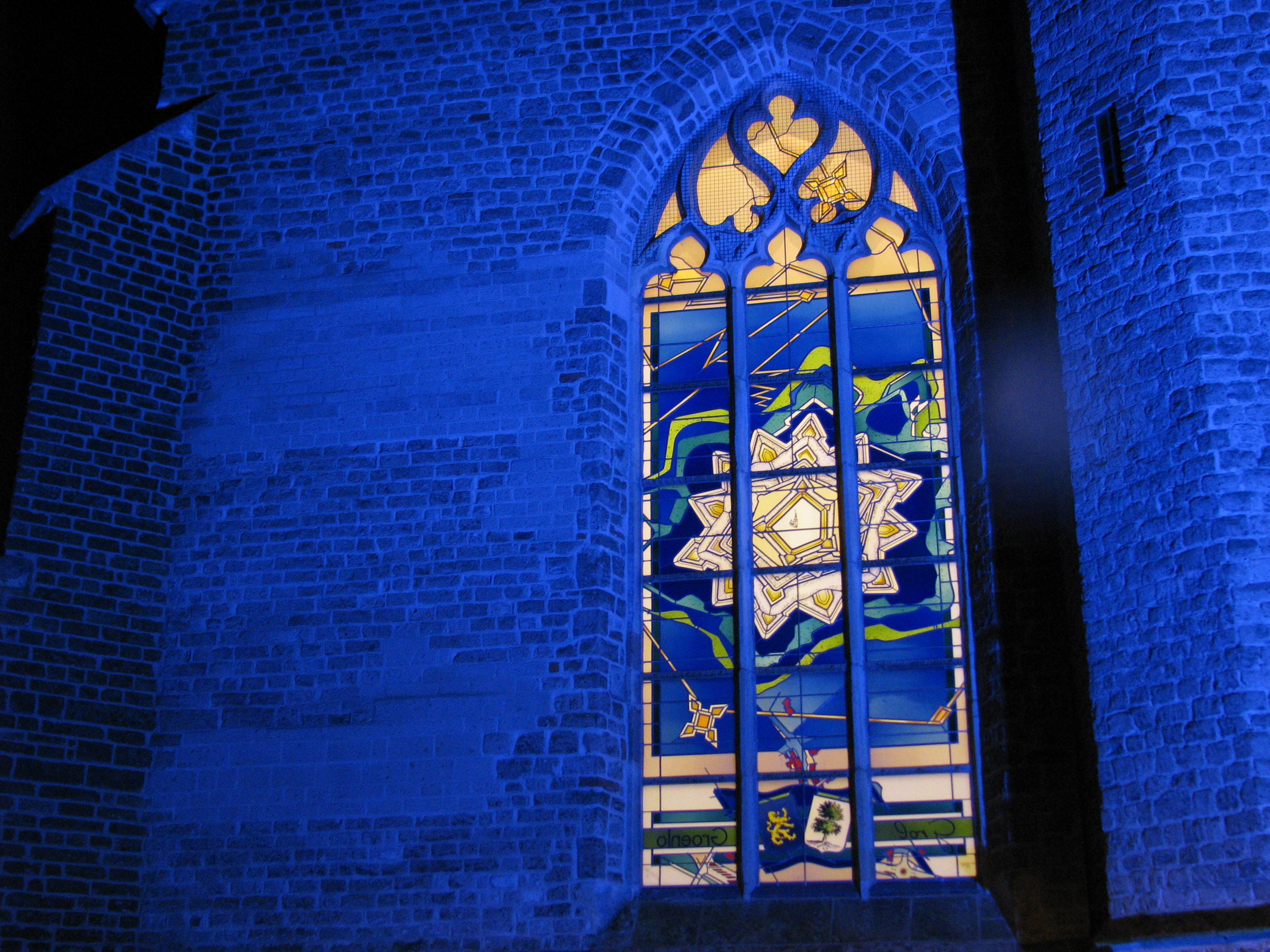
Gedenkraam Groenlo (2006)
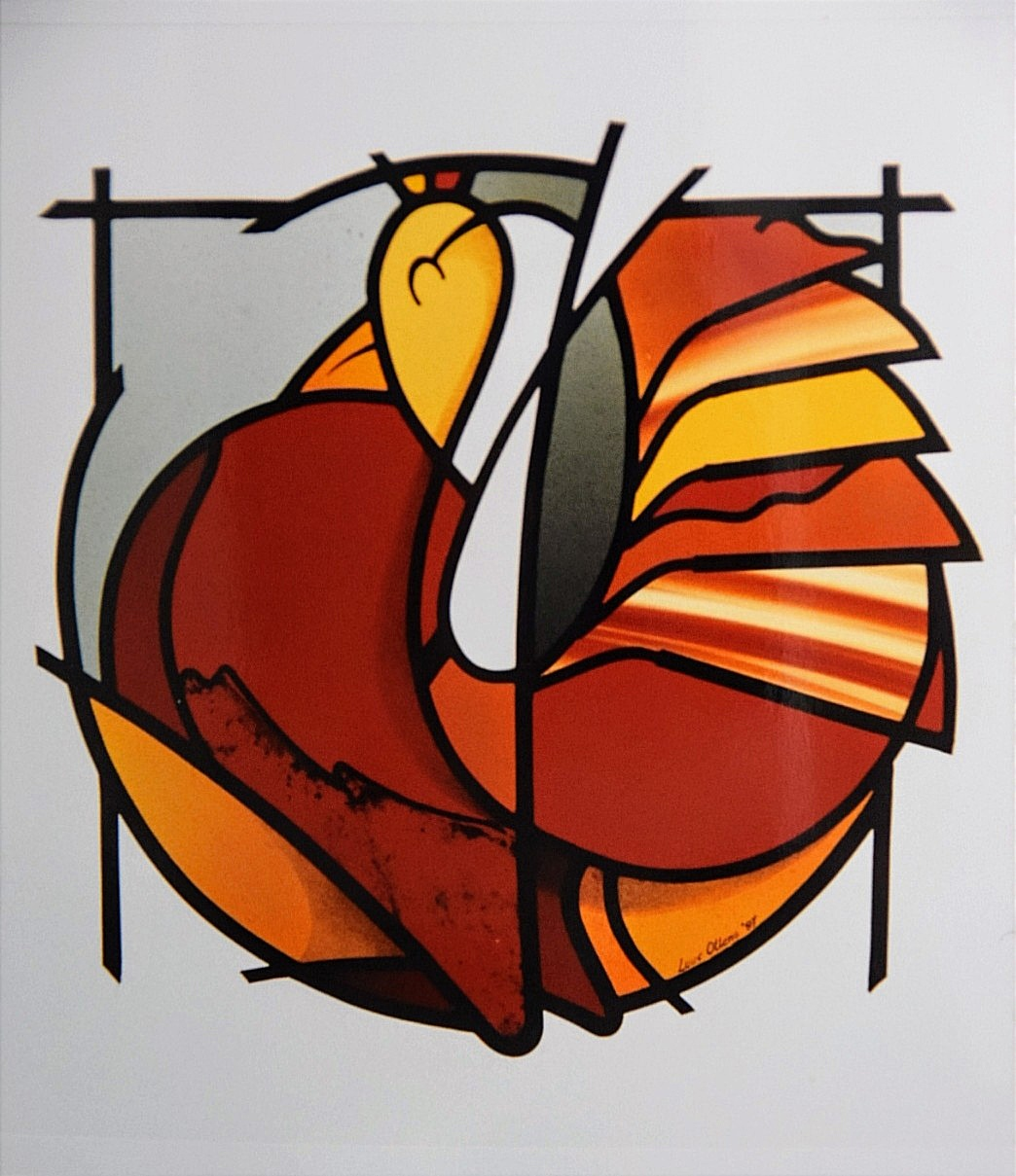
Glas-in-loodraam in perspex Vrij werk (1997)
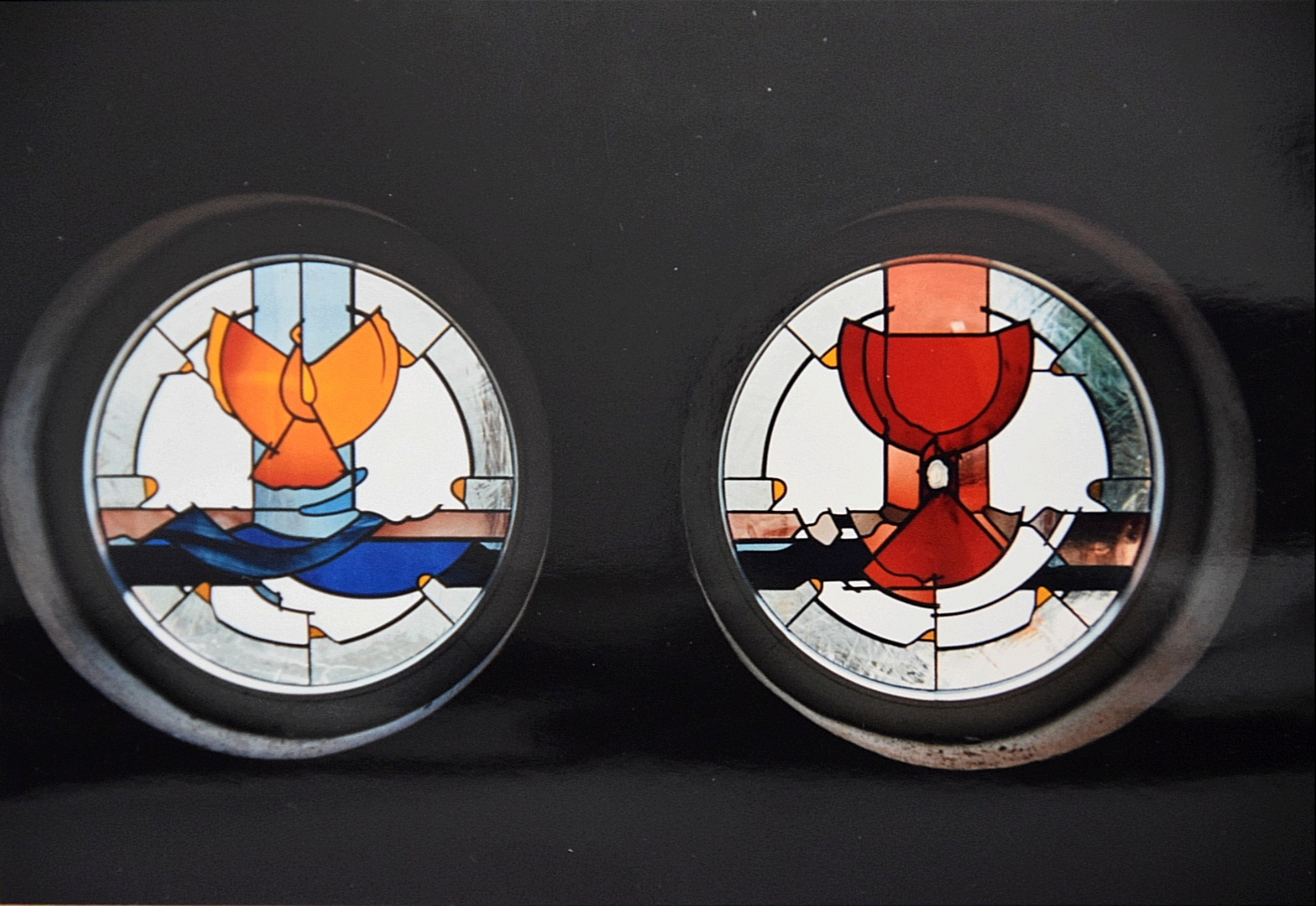
Glas-in-loodramen Avondmaal en Doop, Ev.-luth. Gemeindehaus Neuenhaus Duitsland (1992)
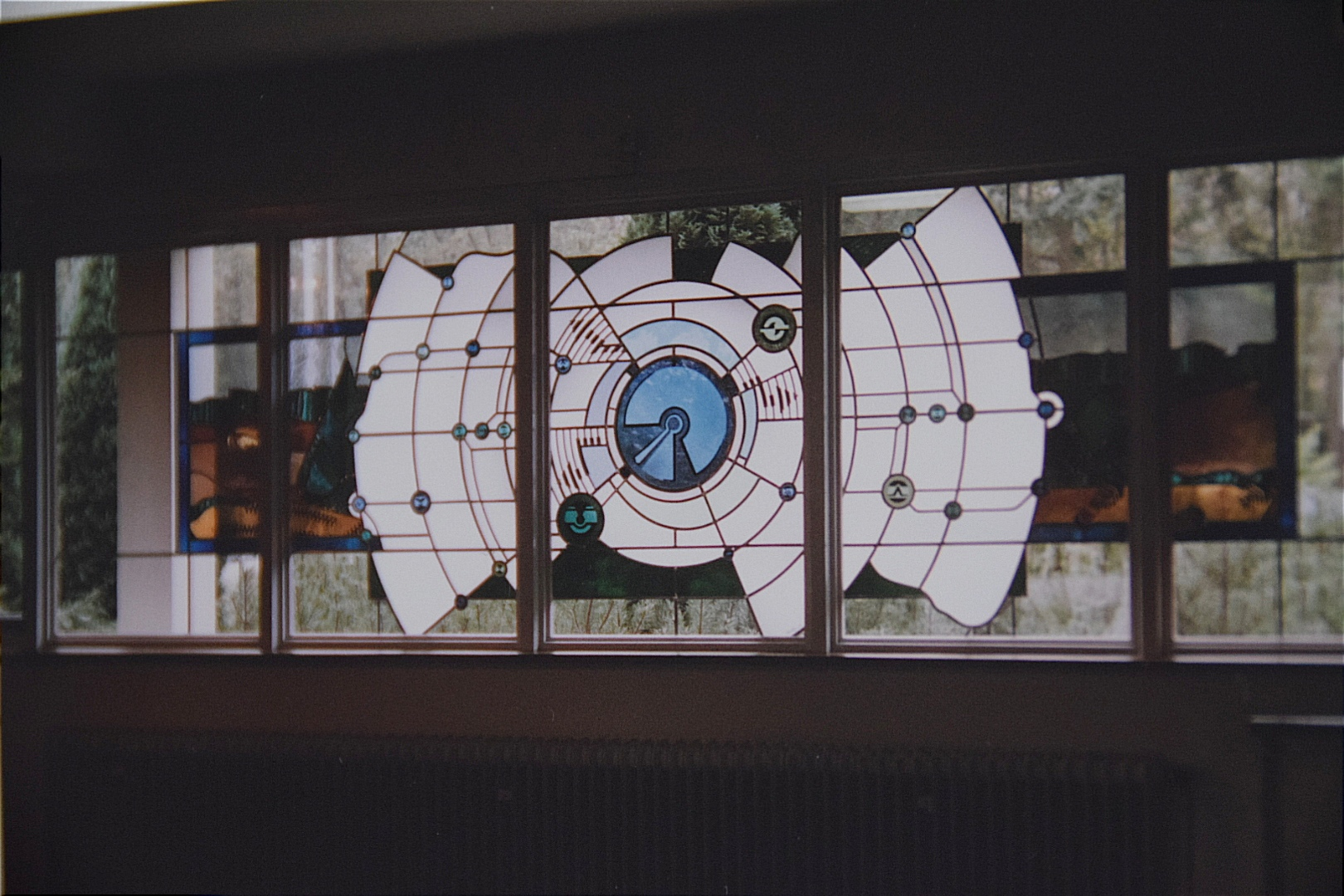
Glas-in-loodraam Generaal Majoor Koot Kazerne te Garderen (1991)
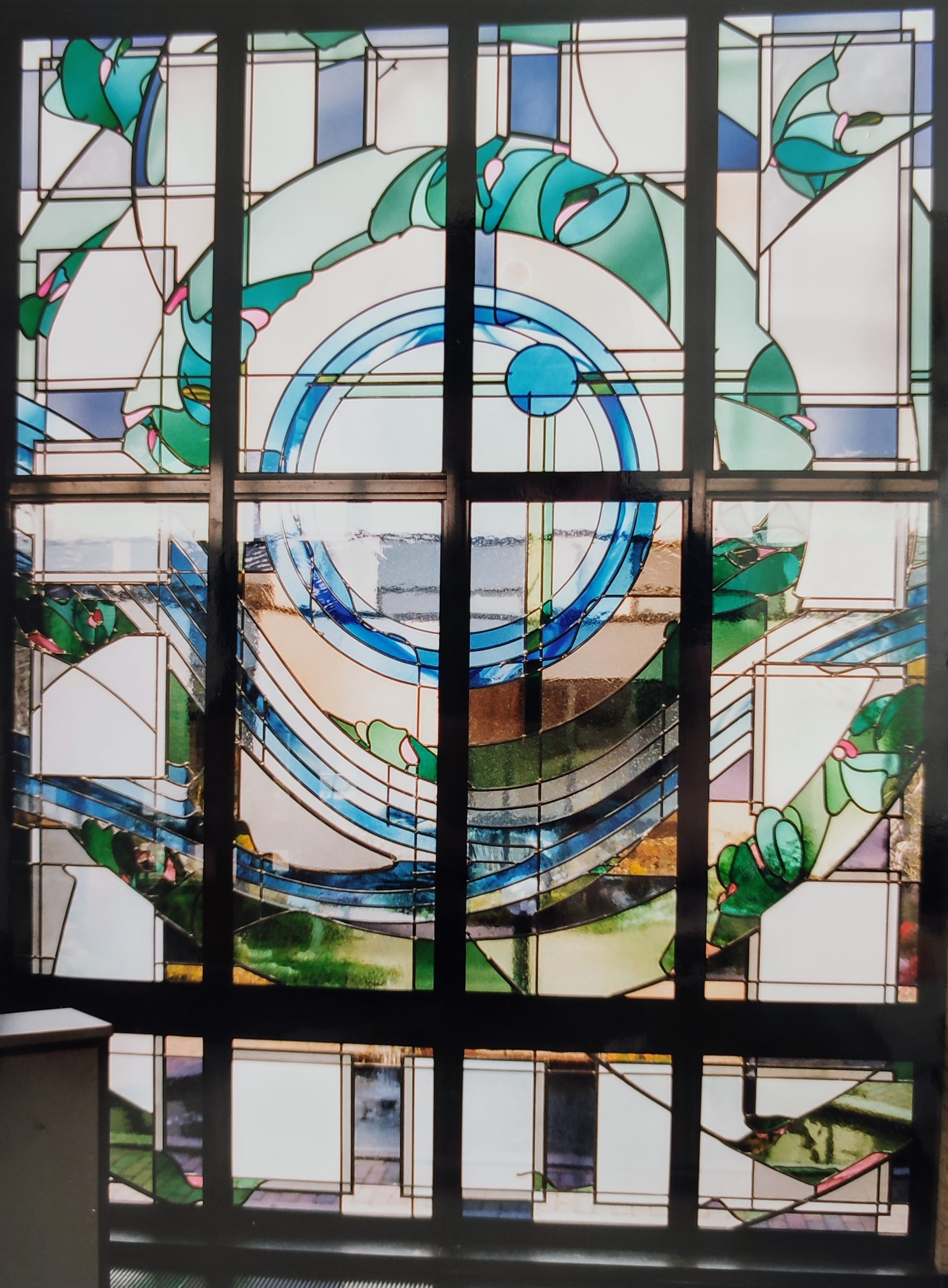
Glas-in-loodraam 'Japanse Tuin' (1994) voor Barbara Dela Nijmegen (huidig CWZ ziekenhuis Nijmegen, afdeling Dermatologie)
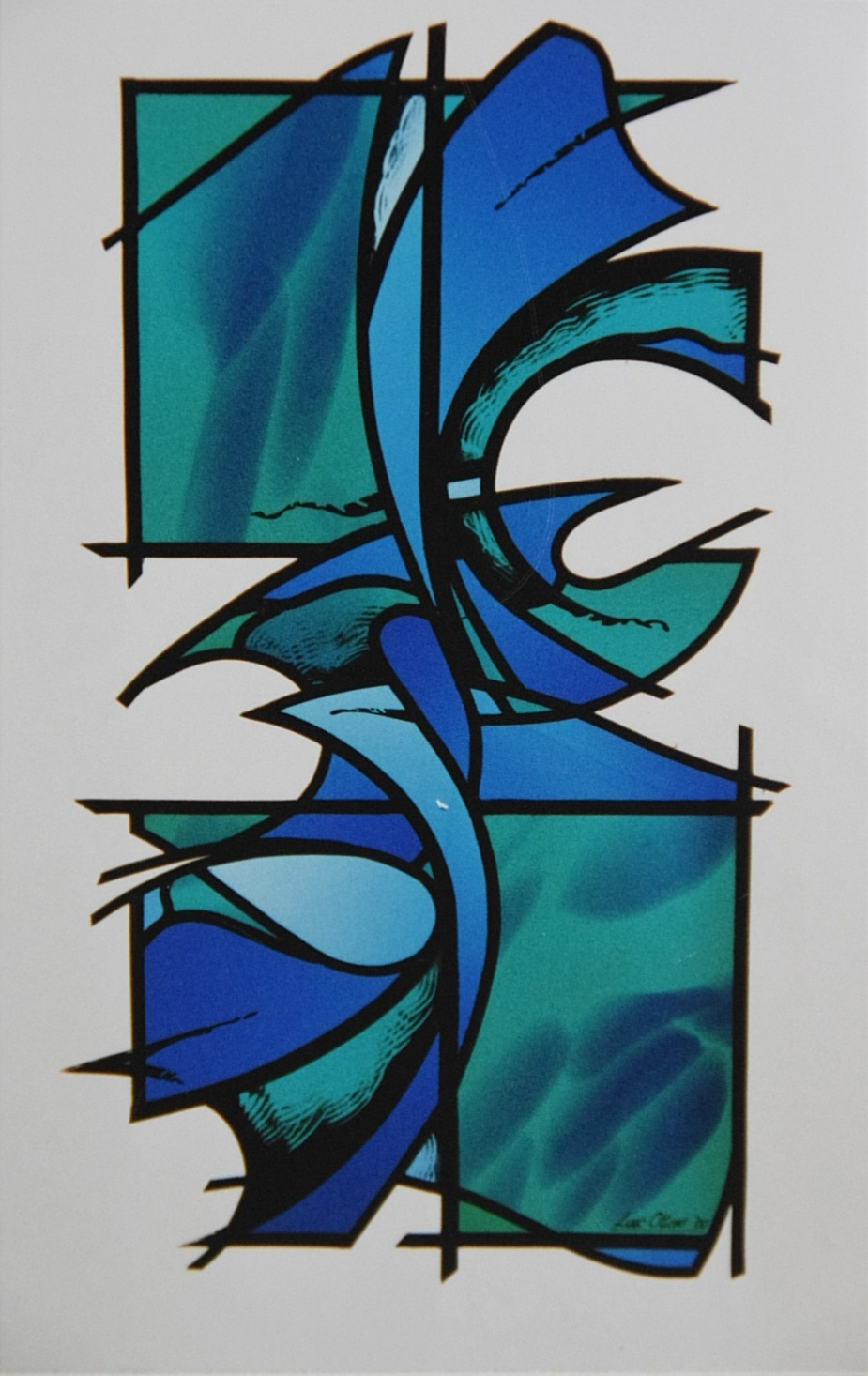
Glas-in-loodraam in perspex, Vrij werk (2000)

### Exposities (selectie)
Ottens toonde zijn vrije werk vanaf 1979 op exposities in galeries, musea en glasbeurzen door geheel Nederland, onder andere in Galerie Yorash in Valkenburg, Glasmuseum Hoogeveen en Expoline in Scherpenzeel. Verder nam hij in 2002 en 2003 deel aan een tweetal glasexposities in Voorburg en Gemeentehuis Terneuzen. Zomermaanden 2003 toonde hij zijn werk in Galerie Windkracht 13 in Den Helder. In 2004 exposeerde hij zijn werk in Galerie 't Weefhuis te Nuenen en Galerie le Pignon te Grootschermer. Van december 2004 t/m januari 2005 was zijn werk te zien in Galerie Gauguin te Heeze en nam hij tevens deel aan een thema-expositie in het Petershuis te Gennep. In 2005 exposeerde hij in Galerie Geja te Maastricht en Galerie Mosa te Cuijk. In maart/april 2006 in Galerie 'Haentje te Paart in Middelburg. Daarnaast exposeerde Ottens ook werk op de internationale glaskunstbeurs te Leerdam.